# Cordulegaster charpentieri
Cordulegaster charpentieri är en trollsländeart som först beskrevs av Friedrich Anton Kolenati 1846.  Cordulegaster charpentieri ingår i släktet Cordulegaster och familjen kungstrollsländor. Inga underarter finns listade i Catalogue of Life.
Arten förekommer från Bulgarien och Grekland över Turkiet till Azerbajdzjan. Den lever i låglandet och i bergstrakter upp till 1800 meter över havet. Exemplaren hittas vid vattendrag och i träskmarker.
Beståndet hotas regionalt av torka, landskapsförändringar och bränder. Hela populationen anses vara stabil. IUCN listar arten som livskraftig (LC).